# Passerelle de la Vi-de-Gueue
La passerelle de la Vi-de-Gueue est un pont piéton sur l'Aire, situé sur le territoire de la commune de Lancy, dans le canton de Genève en Suisse.

## Localisation
La passerelle de la Vi-de-Gueue est le douzième pont le plus en aval de l'Aire après son entrée en Suisse. Il relie les deux localités du Grand-Lancy (sur la rive droite) et du Petit-Lancy (sur la rive gauche). C'est l'antépénultième (avant-avant-dernier) pont sur l'Aire. En effet, on trouve encore le pont du Gué et la passerelle reliant le parc Bernasconi et le chemin des Vignes avant que la rivière ne devienne souterraine et ne se jette dans l'Arve.

## Sources